# Paratéthys

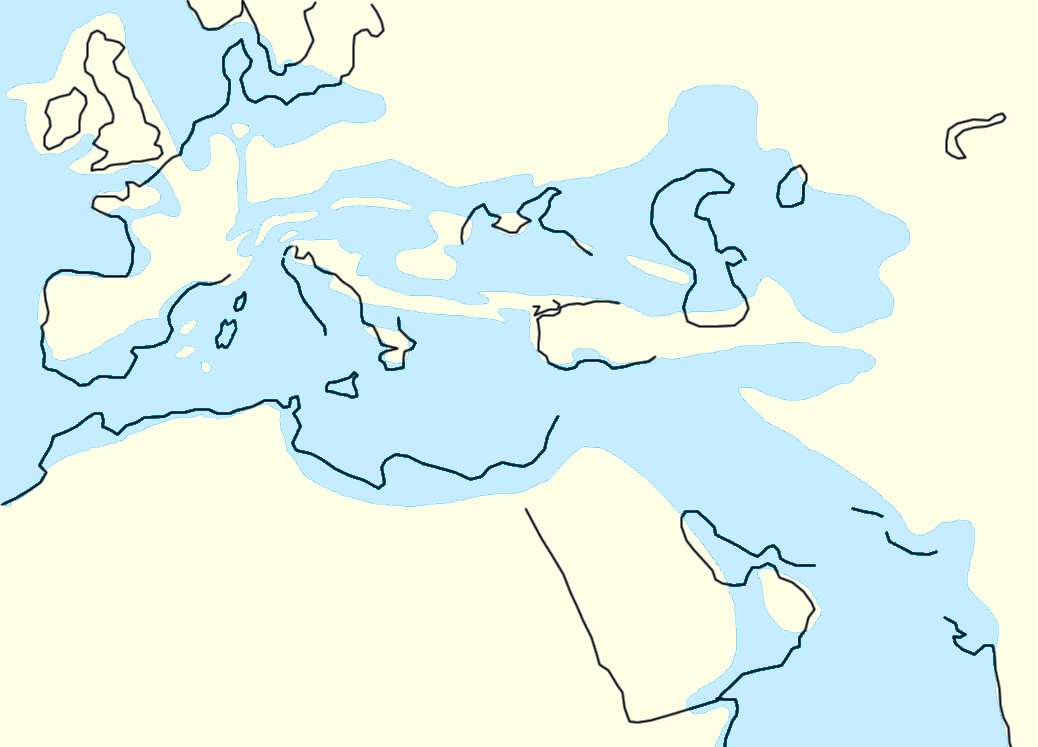
Extension de la Paratéthys au Rupélien (33,9 à 28,4 Ma), les lignes en noir correspondent aux contours actuels des côtes

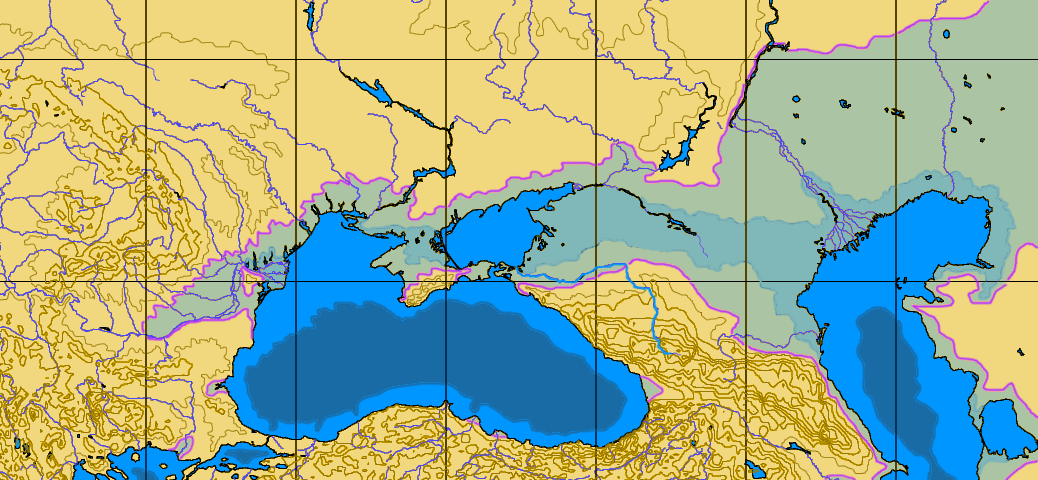
La « mer Sarmatique » holocène, d'après Nikolaï Ivanovitch Androussov et al.: bleu marin = bassins profonds ; bleu électrique = extension actuelle ; bleu-vert = liens résiduels à la période Atlantique ; bleu-vert pâle = extension maximale à l'Éémien.

La Paratéthys, mer Paratéthys, « océan Paratéthys » ou encore « mer Sarmatique » est une ancienne mer qui s'étendait au Cénozoïque depuis les Alpes en Europe jusqu'à la mer d'Aral en Asie centrale. 
La mer s'est formée à l'époque Oligocène lorsqu'une partie des eaux septentrionales de l'ancien océan Téthys se sont retrouvées isolées à la suite de la surrection des Alpes, des Carpates, des Dinarides, du Taurus et de l'Elbourz. Durant sa longue existence, la Paratéthys s'est retrouvée à plusieurs reprises reliée à l'océan Téthys ou à ses successeurs, la mer Méditerranée ou l'océan Indien. À partir du Pliocène la Paratéthys devint de moins en moins profonde et finit par disparaître. Les actuelles mer Noire, mer Caspienne et la mer d'Aral sont des vestiges de cette ancienne mer disparue.

## Origine du nom et découverte
Le nom Paratéthys fut utilisé pour la première fois en 1923 par V. D. Laskarev pour désigner des fossiles marins datant du Néogène et les couches sédimentaires associées à ces derniers. Plus tard on englobera sous cette dénomination des couches sédimentaires plus anciennes datant de l'Oligocène. Il s'avéra par la suite que cette faune fossile unique (essentiellement des mollusques, des poissons et des ostracodes) était associée à l'existence d'une mer intérieure que l'on baptisera ultérieurement la Paratéthys.

## Développement paléogéographique
La Paratéthys couvrait une vaste portion de l'Europe centrale et de l'Asie occidentale. À l'ouest, à certaines périodes, elle couvrait l'actuel bassin à molasse bordant le nord des Alpes. Plus à l'est, elle couvrait les bassins de Vienne et de la Pannonie, ainsi que le bassin de l'actuelle mer Noire. De là elle s'étendait jusqu'à l'emplacement occupé aujourd'hui par la mer d'Aral.
Cette partie de l'Eurasie était occupée, au Jurassique et au Crétacé, par des mers peu profondes qui formaient les marges septentrionales de l'océan Téthysien. Cet océan s'était formé entre la Laurasie et le Gondwana à la suite du morcellement de la Pangée au Trias (il y a 200  Ma). 
La limite entre les périodes Eocène et Oligocène est caractérisée par une baisse brutale du niveau des océans en raison d'un refroidissement climatique qui affecta l'ensemble du globe. À la même époque se produisait l'orogénèse alpine conduisant à la surrection des Alpes, des Carpates, des Dinarides et de nombreuses autres chaînes de montagnes situées sur la frange méridionale de l'Eurasie. L'action combinée d'une baisse du niveau des mers et d'un  soulèvement tectonique entraîna une importante régression marine et la formation d'une barrière entre les domaines de la Téthys et de la Paratéthys. Par ailleurs les communications existantes avec l'océan Arctique (la mer de Turgaï) et l'océan Atlantique (au moyen d'un détroit situé au nord des Carpates) disparurent également au début de l'Oligocène.
Le début du Miocène est caractérisé par une phase de transgression marine. Durant cette période la Paratéthys était à nouveau reliée à la Méditerranée. Mais dès le milieu du Miocène la Paratéthys se retrouva de nouveau isolée. Lorsque la Méditerranée s'assécha au cours de la crise de salinité messinienne (il y a 6 Ma) il y eut des périodes durant lesquelles les eaux de la Paratéthys se déversèrent dans celles de la Méditerranée. Durant le Pliocène l'ancienne Paratéthys se subdivisa en plusieurs bassins intérieurs qui finirent par ne plus être reliés les uns aux autres et qui, recevant de grands apports d'eau douce pendant les phases interglaciaires, devinrent saumâtres (10 à 20 grammes de sel par litre au lieu de 35-36 dans les mers et océans du globe). Ce fut notamment le cas de la mer de Pannonie et du lac Pannonien qui ont occupé l'actuelle plaine pannonienne. La plupart de ces mers fermées disparurent à la fin du Pléistocène. À présent seules la mer Noire, la mer Caspienne et la mer d'Aral subsistent, avec toujours une salinité réduite, sauf dans la partie résiduelle d'Aral où l'évaporation a favorisé la concentration des sels.